# Pierre Rossignon
Pour les articles homonymes, voir Rossignon.
Pierre du Ross-Choîtron, dit Pierre Rossignon, né le 26 février 1222 à Villeneuve-Saint-Georges et mort le 22 mai 1289 à Paris), est un écrivain, poète, jongleur et sculpteur français.

## Biographie
Pierre du Ross-Choîtron est né à Villeneuve-Saint-Georges, non loin de Paris. Durant toute sa jeunesse, il étudie la religion sous la direction de son père, un ecclésiastique français. Il compose alors de la psalmodie jusqu'en 1245, année où il décide de suivre sa vraie passion : la sculpture. Il meurt pauvre à Paris, alors qu'il souhaitae redonner une nouvelle impulsion à sa vie en publiant des poésies sur ses expériences passées, délaissé après les scandales révélés sur ses attributions d'œuvres, jonglant pour Philippe le Bel.

## Œuvre
Il est vraisemblablement formé à Paris à la grande époque du style gothique, ayant été fortement inspiré par la construction de la Cathédrale Notre-Dame de Paris. Se voulant révolutionnaire et novateur, il est la clé de voûte du mouvement gothique baroque. Il reste anonyme pendant un bon nombre d'années, mais à la fin de sa vie, Pierre Rossignon écrit dans sa biographie :
« À quoi bon marquer ce monde, si ce monde n'est pas marqué de votre empreinte ? ». Dès lors, il signe toutes ses œuvres du pseudonyme Pierre Rossignon en l'honneur de son oiseau de compagnie nommé Robin à flancs roux.
Il est contemporain du Maître de Naumburg, avec lequel il sculpte le jubé occidental, dont il ne subsiste plus que des fragments.

## Controverse
Pierre Rossignon se serait attribué des œuvres dont il n'est pas l'auteur. Ces derniers se manifestèrent après sa mort.[réf. nécessaire]